# Charaxes margaretae
Charaxes margaretae är en fjärilsart som beskrevs av D'abrera 1980. Charaxes margaretae ingår i släktet Charaxes och familjen praktfjärilar. Inga underarter finns listade i Catalogue of Life.